# Weeping Wall
Weeping Wall è un brano musicale strumentale di David Bowie incluso nell'album Low del 1977.

## Il brano
La traccia è stata descritta da Bowie come intesa ad evocare la miseria del muro di Berlino, essendo un brano musicale descrittivo come gli altri presenti sulla seconda facciata di Low. La melodia principale è un adattamento del brano tradizionale Scarborough Fair.
Bowie suona tutti gli strumenti nell'incisione, unico caso sull'album, inclusi vari sintetizzatori e percussioni. Inoltre è presente anche la sua voce in un coro senza parole. Il ritmo minimalista del brano sembra risentire dell'influenza del compositore Philip Glass.
Mentre Brian Eno e i giornalisti del NME Roy Carr e Charles Shaar Murray suggerirono che Weeping Wall nacque come parte dell'abortita colonna sonora composta da Bowie per il film L'uomo che cadde sulla Terra (1976), l'autore stesso dichiarò sempre come lo strumentale fosse stato appositamente composto per Low.

## Formazione
- David Bowie - Voce, chitarra, vibrafono, xilofono, sintetizzatori, piano, chamberlin, percussioni